# Station Meaux
Station Meaux is een spoorwegstation aan de spoorlijn Noisy-le-Sec - Strasbourg-Ville. Het ligt in de Franse stad Meaux in het departement Seine-et-Marne (Île-de-France).

## Geschiedenis
Het station werd op 5 juli 1849 geopend door de compagnie des chemins de fer de l'Est bij de opening van de sectie Meaux - Épernay. Sinds zijn oprichting is het eigendom van de Société nationale des chemins de fer français (SNCF).

## Ligging
Het station ligt op kilometerpunt 44,135 van de spoorlijn Noisy-le-Sec - Strasbourg-Ville.

## Diensten
Het station wordt aangedaan door verschillende treinen treinen van Transilien lijn P:
- Tussen Paris-Est en dit station.
- Tussen dit station en La Ferté-Milon. In de ochtendspits rijden twee treinen verder naar Paris-Est, in de avondspits rijden twee treinen vanaf Paris-Est.
- Tussen Paris-Est en Château-Thierry.

## Vorige en volgende stations
| Richting                | Vorig station           | Lijn    | Volgend station | Richting        |
| ----------------------- | ----------------------- | ------- | --------------- | --------------- |
| Paris-Est               | Esbly                   | Trans P | Eindpunt        | Eindpunt        |
| Eindpunt (of Paris-Est) | Eindpunt (of Paris-Est) | Trans P | Trilport        | La Ferté-Milon  |
| Paris-Est               | Paris-Est               | Trans P | Trilport        | Château-Thierry |